# Подводные лодки типа «Храбри»
Подводные лодки типа «Хра́бри» (сербохорв. Podmornice klase Hrabri / Подморнице класе Храбри) — серия из двух югославских подводных лодок королевских ВМС Югославии под названиями «Храбри» и «Небойша», построенных британской компанией Vickers-Armstrong на верфи в Ньюкасл-апон-Тайне (Великобритания). Конструктивно напоминали британские подводные лодки типа L. При строительстве лодок типа «Храбри» был использован имевшийся на верфи задел из недостроенных британских субмарин. Обе югославских субмарины были оснащены шестью носовыми 533-мм торпедными аппаратами, двумя 102-мм орудиями и пулемётом, глубина погружения достигала 60 м.
В довоенные годы обе подлодки совершили несколько походов в порты Средиземноморья. В ходе Апрельской войны 1941 года «Храбри» была захвачена итальянцами, но не вошла в состав ВМС Италии и позднее была разобрана. «Небойша» избежала захвата итальянцами и вошла в состав британского Средиземноморского флота, где до самого конца войны использовалась как учебный корабль для отработки задач противолодочной обороны. В 1945 году «Небойшу» вернули в состав ВМС Югославии, где она получила имя «Тара». До 1954 года она использовалась как учебный корабль, в 1958 году была разрезана на металл.

## Конструкция
До середины 1920-х годов Королевство сербов, хорватов и словенцев (КСХС) какой-либо политики в отношении развития своих военно-морских сил не проводило, хотя признавало, что контроль над побережьем Адриатического моря являлся одной из первостепенных задач, несмотря на ограниченность ресурсов страны, которые могли быть выделены для её реализации. В 1926 году была принята небольшая 10-летняя программа строительства подводных лодок, миноносцев, морских бомбардировщиков и торпедоносцев для обеспечения безопасности югославского побережья. Подводные лодки типа «Храбри» стали одним из новейших приобретений Югославии для защиты своих морских границ.
Подводные лодки типа «Храбри» строились по заказу КСХС британской компанией Vickers-Armstrong Naval Yard в Ньюкасл-апон-Тайне (Великобритания). Конструкция этих подлодок основывалась на конструкции британских подводных лодок типа L, а для строительства использовались заделы подлодок HMS L-67 и HMS L-68, заказ на строительство которых был отменён британцами. Они имели следующие основные параметры/характеристики: длина — 72,05 м, ширина — 7,32 м, осадка в надводном положении — 3,96 м. Водоизмещение составляло 991 т в надводном положении и 1183 т при погружении. Экипаж каждой субмарины состоял из 45 человек. Глубина погружения составляла 60 м.
Главную энергетическую установку подлодок типа «Храбри» составляли два дизельных двигателя мощностью 1800 кВт каждый (для движения в надводном положении) и два электромотора по 1200 кВт (для движения в подводном положении). Они позволяли развивать лодке скорость 15,7 узлов в надводном положении и 10 узлов в подводном положении. Вооружение составляли шесть носовых торпедных аппаратов калибром 533 мм (каждая субмарина могла нести до 12 торпед на борту), два 102-мм палубных орудия (одно на носу, второе на корме) и один пулемёт. Дальность плавания достигала 3800 морских миль при скорости 10 узлов.

## Служба
Спуск на воду обеих субмарин состоялся в 1927 году, и в конце января 1928 года «Храбри» и «Небойша» отплыли из Ньюкасла вместе с плавучей базой подводных лодок «Хвар». Они прибыли в Которский залив 8 апреля 1928 года. В мае—июне 1929 года «Храбри», «Небойша» и «Хвар» вместе с шестью миноносцами сопровождали крейсер «Далмация» во время его похода к островам Мальта, Корфу (Ионическое море) и Бизерта (Французский протекторат Тунис). Британский военно-морской атташе отметил, что корабли и их экипажи во время пребывания у берегов Мальты произвели на него очень хорошее впечатление. В июне—июле 1930 года «Храбри», «Небойша» и вспомогательное судно «Ситница» снова совершили поход по Средиземному морю, посетив Александрию и Бейрут. В 1932 году британский военно-морской атташе сообщил, что в связи с сокращением бюджета югославские корабли провели только небольшое количество учений, манёвров или учебных стрельб. В 1933 году атташе докладывал, что морская политика Югославии направлена исключительно на оборону более чем 600 км её побережья.

### «Храбри»
Подлодка «Храбри» была первой субмариной из серии. В межвоенные годы она совершила ряд походов в средиземноморские порты. В апреле 1941 года её захватили итальянцы в порту во время Апрельской войны, но не приняли в состав своих ВМС из-за плохого состояния и пустили на слом.

### «Небойша»
Подлодка «Небойша» была второй субмариной из серии. В 1930 году после столкновения во время учений с надводным судном она прошла ремонт и позднее совершила ряд походов в средиземноморские порты. В апреле 1941 года она сумела избежать захвата противником и вошла в состав британских ВМС, где использовалась в качестве учебного судна для отработки задач противолодочной обороны. После войны её вернули Югославии, где она была переименована в «Тару» и использовалась до 1954 года в качестве учебного корабля.

### Книги
- Paul Akermann. Encyclopedia of British Submarines 1901–1955. — Penzance, Cornwall: Periscope Publishing, 2002. — ISBN 978-0-907771-42-5.
- Erminio Bagnasco. Submarines of World War Two. — Annapolis, Maryland: Naval Institute Press, 1977. — ISBN 978-0-87021-962-7.
- Conway's All the World's Fighting Ships, 1922–1946 / ed. Roger Chesneau. — London, England: Conway Maritime Press, 1980. — ISBN 978-0-85177-146-5.
- Paul E. Fontenoy. Submarines: An Illustrated History of Their Impact. — Santa Barbara, California: ABC-CLIO, 2007. — ISBN 978-1-85109-563-6.
- Yugoslavia Political Diaries 1918–1965 / ed. Robert L. Jarman. — Slough, Berkshire: Archives Edition, 1997a. — Т. 1. — ISBN 978-1-85207-950-5.
- Yugoslavia Political Diaries 1918–1965 / ed. Robert L. Jarman. — Slough, Berkshire: Archives Edition, 1997b. — Т. 2. — ISBN 978-1-85207-950-5.
- Velimir Terzić. Slom Kraljevine Jugoslavije 1941: Uzroci i posledice poraza. — Beograd: Narodna knjiga, 1982. — Vol. 2.
- H.P.Willmott. The Last Century of Sea Power: From Washington to Tokyo, 1922–1945. — Bloomington, Indiana: Indiana University Press, 2010. — ISBN 978-0-253-35214-9.

### Периодические издания
- A.G. Hood. The Jugo-Slavian Submarines Hrabri and Nebojsa // The Shipbuilder and Marine Engine-builder. — London, England: Shipbuilder Press, 1928. — Vol. 35.